# Harthau (Chemnitz)
Harthau, Chemnitz-Harthau – dzielnica miasta Chemnitz w Niemczech, w kraju związkowym Saksonia. 